# Pasil
Pasil é um município de  quinta classe de renda municipal (d) na província Kalinga, nas Filipinas. De acordo com o censo de 1 de maio  de  2020 possui uma população de 10 577 pessoas e 2 066 domicílios.